# Rob Riggle
Robert Allen Riggle Jr. (Louisville, 21 aprile 1970) è un comico e attore statunitense.
È divenuto famoso per il suo lavoro da corrispondente nel The Daily Show di Comedy Central dal 2006 al 2008, è stato membro del cast di Saturday Night Live dal 2004 al 2005 e per i suoi ruoli comici nei film Una notte da leoni, I poliziotti di riserva, Bastardi in divisa, Scemo & + scemo 2, 21 Jump Street, 22 Jump Street, La concessionaria più pazza d'America e infine Fratellastri a 40 anni. È stato inoltre un ufficiale della Marina degli Stati Uniti.

## Biografia
Riggle è nato a Louisville (Kentucky), figlio di Sandra Sue e Robert Allen Riggle, che ha lavorato nel settore assicurativo. La sua famiglia si trasferì in Overland Park in Kansas quando lui aveva due anni. Ha frequentato la Shawnee Mission South Hight School dove si è cimentato nello studio di stazioni radio e TV. È stato votato come il più divertente del liceo e nel 1988 si è diplomato. Dopo la laurea, nel 1992, ha frequentato L'Università del Kansas. In quegli anni ha ottenuto anche il brevetto da pilota ed è entrato nella Phi Gamma Delta. Nel 1997 ha ottenuto un "Master of Public Administration" presso la Webster University.

### Vita privata
Riggle ha sposato Tiffany Riggle, disegnatrice d'interni, nel 2000. Hanno due bambini.

## Carriera militare
Riggle è stato un Tenente colonnello della Marina degli Stati Uniti e ha lavorato in Liberia, in Kosovo, in Albania ed in Afghanistan. Riggle è entrato nella Marina nel 1990 dopo aver ottenuto il brevetto da pilota, con l'intenzione di divenire un aviatore navale, ma ha lasciato la scuola di volo per continuare la sua carriera da comico. Riggle ha raccontato spesso le sue esperienze militari nel The Daily Show, spesso facendo battute sul fatto che potesse uccidere qualsiasi membro dello spettacolo.
Nell'agosto del 2007, Riggle andò in Iraq come reporter del The Daily Show per intrattenere le truppe.
Il primo gennaio del 2013 Riggle si ritirò dalla marina dopo 23 anni di servizio.

## Filmografia

### Attore

#### Cinema
- Pushing Tom (2003)
- Blackballed: The Bobby Dukes Story,regia di Brant Sersen (2004)
- Terrorists (2004)
- Ricky Bobby - La storia di un uomo che sapeva contare fino a uno (Talladega Nights: The Ballad of Ricky Bobby), regia di Adam McKay (2006)
- Mi sono perso il Natale (Unaccompanied Minors), regia di Paul Feig (2006)
- Wild Girls Gone (2007)
- Super High Me, regia di Michael Blieden (2007) - sé stesso
- Fratellastri a 40 anni (Step Brothers), regia di Adam McKay (2008)
- Una notte da leoni (The Hangover), regia di Todd Phillips (2009)
- La concessionaria più pazza d'America (The Goods: Live Hard, Sell Hard), regia di Neal Brennan (2009)
- May the Best Man Win (2009)
- Puzzole alla riscossa (Furry Vengeance), regia di Roger Kumble (2010)
- Killers, regia di Robert Luketic (2010)
- I poliziotti di riserva (The Other Guys), regia di Adam McKay (2010)
- Amore a mille... miglia (Going the Distance), regia di Nanette Burstein (2010)
- High Road, regia di Matt Walsh (2011)
- L'amore all'improvviso - Larry Crowne (Larry Crowne), regia di Tom Hanks  (2011)
- Qualcosa di straordinario (Big Miracle), regia di Ken Kwapis (2012)
- Nature Calls, regia di Todd Rohal (2012)
- 21 Jump Street, regia di Phil Lord e Christopher Miller (2012)
- Gli stagisti (The Internship), regia di Shawn Levy (2013)
- Just Before I Go (2014)
- 22 Jump Street, regia di Phil Lord e Christopher Miller (2014)
- Bastardi in divisa (Let's Be Cops), regia di Luke Greenfield (2014)
- Scemo & + scemo 2 (Dumb and Dumber To), regia di Peter e Bobby Farrelly (2014)
- Dead Rising: Watchtower, regia di Zach Lipovsky (2015)
- Un'occasione da Dio (Absolutely Anything), regia di Terry Jones (2015)
- Middle School: The Worst Years of My Life (2016)
- Autobiografia di un finto assassino (True Memoirs of an International Assassin), regia di Jeff Wadlow (2016)
- 12 Soldiers (12 Strong), regia di Nicolai Fuglsig (2018)
- Il sole a mezzanotte - Midnight Sun (Midnight Sun), regia di Scott Speer (2018)
- La scuola serale (Night School), regia di Malcolm D. Lee (2018)
- Nonno questa volta è guerra (The War with Grandpa), regia di Tim Hill (2020)
- La maledizione di Bridge Hollow (The Curse of Bridge Hollow), regia di Jeff Wadlow (2022)

#### Televisione
- Upright Citizens Brigade - serie TV, 5 episodi (1998-2000)
- Straight Plan for the Gay Man - serie TV (2004)
- Chappelle's Show - serie TV, 1 episodio (2004)
- Saturday Night Live - serie TV, 21 episodi (2004-2005)
- The Office - serie TV, 1 episodio (2006)
- Arrested Development - serie TV, 1 episodio (2006)
- Love, Inc. - serie TV, 2 episodi (2006)
- Campus Ladies - serie TV, 2 episodi (2006-2007)
- Family Values - serie TV, 1 episodi (2007)
- Human Giant - serie TV, 6 episodi (2007-2008)
- Bronx World Travelers - serie TV, 2 episodi (2007-2008)
- Provaci ancora Gary (Gary Unmarried) - serie TV, 8 episodi (2009-2010)
- Chuck - serie TV, 1 episodio (2010)
- Team Spitz - film TV (2010)
- Funny or Die Presents - serie TV, 7 episodi (2010-2011)
- 30 Rock - serie TV, 1 episodio (2011)
- Childrens Hospital - serie TV, 1 episodio (2011)
- Happy Endings - serie TV, 1 episodio (2011)
- Home Game - film TV (2011)
- Victorious - serie TV, 1 episodio (2012)
- World Series of Dating - serie TV, 2 episodi (2012)
- Wilfred - serie TV, 4 episodi (2012)
- NTSF:SD:SUV:: - serie TV, 16 episodi (2011-2013)
- Bad Judge - serie TV, 1 episodio (2014)
- The Daily Show - serie TV, 2 episodi (2006-2014)
- The Pro - film TV (2014)
- Marry Me - serie TV, 1 episodio (2015)
- The League - serie TV, 5 episodi (2014-2015)
- New Girl - serie TV, 3 episodi (2012-2016)
- Drunk History - serie TV, 2 episodi (2013-2016)
- Modern Family - serie TV, 7 episodi (2013-2018)

### Doppiatore
- Lorax - Il guardiano della foresta (The Lorax) (2012)
- Hotel Transylvania (2012)
- Hotel Transylvania 2 (2015)
- Hell and Back (2015)
- I Simpson - serie TV, 1 episodio (2017)
- Henchmen (2017)
- Emoji - Accendi le emozioni (The Emoji Movie), regia di Tony Leondis (2017)

## Doppiatori italiani
Nelle versioni in italiano delle opere in cui ha recitato, Rob Riggle è stato doppiato da:
- Massimo De Ambrosis in I poliziotti di riserva, 12 Soldiers, La scuola serale
- Vittorio Guerrieri in 21 Jump Street, 22 Jump Street
- Dario Oppido in Bastardi in divisa, Scemo & + scemo 2
- Saverio Indrio in L'amore all'improvviso - Larry Crowne, Un'occasione da Dio
- Francesco Prando in Angie Tribeca, Nonno questa volta è guerra
- Massimo Lodolo in Fratellastri a 40 anni
- Franco Mannella in Una notte da leoni
- Andrea Lavagnino in Modern Family (st. 4-6)
- Alessio Cigliano in Modern Family (st. 8-11)
- Davide Marzi in Ricky Bobby - La storia di un uomo che sapeva contare fino a uno
- Massimo Bitossi in Wilfred
- Gaetano Varcasia in The Office
- Andrea Ward in Chuck
- Mario Cordova in Gli stagisti
- Francesco Bulckaen in Puzzole alla riscossa
- Diego Sabre in Victorious
- Luigi Scribani in La concessionaria più pazza d'America
- Gianluca Machelli in Autobiografia di un finto assassino
- Sergio Lucchetti in Il sole a mezzanotte - Midnight Sun

Da doppiatore è sostituito da:
- Saverio Indrio in Hotel Transylvania
- Roberto Draghetti in Hotel Transylvania 2
- Alessandro Budroni in Lorax - Il guardiano della foresta
- Luciano Palermi in Hell and Back
- Roberto Stocchi in Emoji - Accendi le emozioni
- Mario Zucca in Hoops
- Dario Oppido in Doggy Style - Quei bravi randagi